# York—Humber
Pour les articles homonymes, voir York (homonymie) et Humber (homonymie).
York—Humber fut une circonscription électorale fédérale de l'Ontario, représentée de 1953 à 1968.
La circonscription de York—Humber a été créée en 1952 d'une partie de York-Sud. Abolie en 1966, elle fut redistribuée parmi Etobicoke, High Park, Lakeshore, York-Sud et York-Ouest.

## Géographie
En 1952, la circonscription de York—Humber comprenait:
- Les villes de Mimico et de Weston
- Le village de Swansea
- Des parties des cantons d'Etobicoke et de York

## Députés
1. 1953-1962 — Margaret Aitken, PC
2. 1962-1968 — Ralph B. Cowan, PLC

- PC = Parti progressiste-conservateur
- PLC = Parti libéral du Canada